# تارنوولاک
تارنوولاک (به بلغاری: Tarnovlak) یک منطقهٔ مسکونی در بلغارستان است که در شهرستان کیوستندیل واقع شده‌است.